# 최량증거원칙
|                                                       |
| 증거법                                                |
| 영미법 시리즈                                         |
| 증거의 종류                                           |
| 증언 · 물증                                           |
| 전자증거 · 무죄입증 증거                              |
| 과학적 증거 · 물적 증거                               |
| 목격자지목 · DNA증거                                  |
| 거짓말                                                |
| 관련성                                                |
| 입증책임 · 증거기초                                   |
| 공공복리예외 · 오염 · 성격증거                        |
| 습관증거 · 유사사실                                   |
| 진위확인                                              |
| 관리 연속성 · 주지의 사실                             |
| 최량증거원칙 · 자기확증문서 · 오래된 문서             |
| 증인                                                  |
| 증인적격 · 증언거부특권                               |
| 직접신문 · 교호신문 · 재직접신문                      |
| 탄핵증거                                              |
| 기록된 기억 · 전문가증언                              |
| 사망자 규정                                           |
| 전문증거와 예외                                       |
| 영국법 · 미국법                                       |
| 자백 · 업무상 기록                                    |
| 흥분 상태의 언급 · 임종시의 진술                      |
| 일방 당사자의 자인 · 오래된 문서                      |
| 이익에 반하는 진술 · 현장성 감각 인상 · 부대상황 사실 |
| 권위학술서 · 비언어적 행동                            |
| 미국법의 다른 영역                                    |
| 계약법 · 불법행위법                                   |
| 재산법 과 미국의 유언신탁법                           |
| 형법 · 증거법                                         |

최량증거원칙(最良證據原則, Best evidence rule)은 미국 증거법상 원칙으로 녹취나 서면증거를 채택할 때 최량의 증거 보통 원본을 우선하며 구두진술은 원본이 더 이상 존재하지 않을 때 채택한다는 원칙이다. 원본문서원칙(original document rule)으로도 불린다. 미국 연방증거법 제1002조는 "서면, 녹음, 사진의 내용을 증명함에는 서면, 녹음 또는 사진의 원본이 요구된다. 단 이 법이나 의회가 달리 정한 경우에는 그러하지 아니하다."고 규정하고 있다.

## 원칙을 적용하지 않는 경우
- 서면증거와 관련 없이 존재하는 사실을 입증하는 경우 구두진술로 충분하다. 예를 들어 출생, 결혼, 사망사실은 출생신고서, 혼인신고서 등을 제출할 필요없이 구두진술로 족하다.
- 서면증거가 당 사건과 관련성이 낮은 경우 원칙을 적용하지 않는다.
- 원본이 방대하고 제출이 번거로울 경우 원칙적용을 배제할 수 있으나 요구시 제출하여야 한다.
- 공공기관의 기록의 경우 잦은 제출요구로 인해 원본이 멸실되는 것으로 막기 위해 대조필을 거쳐 등본을 증거로 제출하는 것이 가능하다.

## 사례
마약 소지혐의으로 기소된 딕의 재판에서 증인 필은 약통에 "필로폰"이라고 크게 쓰여 있었다. 만약 약통이 현재 존재하지 않는다면 원본 약통의 제출없이도 필의 증언이 증거능력을 가진다.

## 한국의 형사소송법
최량증거의 법칙은 직접심리주의와 대단히 유사하다. 직접심리주의는 사실을 직접 경험한 사람의 '진술'에 주목함에 대하여 최량증거의 법칙은 진술증거를 넘어서서 그 밖의 서면, 녹음, 사진까지 대상으로 한다.
최량증거의 법칙의 관점에서, 복사물이나 출력물이 증거로 제출된 경우에 있어서는
1. 원본이 존재하거나 존재하였을 것
2. 원본의 제출이 불가능하거나, 현저히 곤란하였을 것
3. 원본을 정확히 전사하였을 것

등의 기본적 전제요건으로 갖추어져야 한다.

## 미국법
컴퓨터에서 출력한 문서의 경우 비록 컴퓨터의 원본데이터를 종이에 인쇄한 것이지만 출력물 역시 원본으로 본다..

## 참고 문헌
- 아서 베스트, 미국 증거법 (사례와 해설), 탐구사 2009. ISBN 978-89-89942-20-7